# سجن بلوتزينسي
سجن بلوتزينسي هو سجن للرجال في منطقة شارلوتنبورغ نورد في برلين يتسع ل577 سجينًا، تديرها إدارة ولاية برلين القضائية. لمركز الاحتجاز الذي أنشئ عام 1868 تاريخ طويل. أصبحت سيئة السمعة خلال الحقبة النازية كأحد المواقع الرئيسية لتنفيذ عقوبة الإعدام، حيث تم إعدام حوالي 3000 سجين. ومن السجناء المشهورين آخر زعيم شيوعي في ألمانيا الشرقية إيغون كرينز.

## التاريخ
تم إنشاء السجن بقرار من الحكومة البروسية في عهد الملك ويليام الأول وتم بناؤه حتى عام 1879 في عقارات قصر بلوتزينسي، الذي سمي على اسم بحيرة بلوتزينسي القريبة. افتتحت المنطقة التي قسمتها قناة برلين سبانداو للسفن في عام 1859 على مشارف غابة تيجيل شمال غرب حدود مدينة برلين في مقاطعة براندنبورغ. في عام 1915، تم دمج الأراضي شرقي القناة مع بحيرة بلوتزينسي في برلين (منطقة الزفاف الحالية)، وأصبحت المنطقة المتبقية حول جدران السجن جزءًا من برلين شارلوتنبورغ البلدة بناء على قانون برلين الكبرى لعام 1920. منذ عام 2004، تنتمي إلى منطقة شارلوتنبورغ-نورد.